# Liste bedeutender Physiker
Die Liste bedeutender Physiker enthält eine Auswahl der einflussreichsten und bedeutendsten Physikerinnen und Physiker von der Antike bis zur Gegenwart, die sich an ihrer wissenschaftlichen Leistung und ihrem Bekanntheitsgrad orientiert. Insbesondere wegen der expansiven Entwicklung der Physik im 20. Jahrhundert wird nur eine exemplarische Auswahl angestrebt (siehe auch Liste der Nobelpreisträger für Physik).
Bis weit in die Neuzeit ist die Trennung von Astronomen und Mathematikern noch nicht deutlich ausgeprägt und heute überwiegend als Mathematiker oder Astronomen eingeordnete Wissenschaftler leisteten bedeutende Beiträge zur Physik. In der Liste spiegelt sich auch die Entstehung der Physik als experimenteller Wissenschaft zur Zeit Galileo Galileis wider.
Die Einordnung in einzelne Abschnitte erfolgt nach dem Hauptwirkungszeitraum und die Reihenfolge entspricht dort dem Geburtsdatum.

## Antike
|  | Name (Lebensdaten)                                                            | Forschungsgebiet |
|  | ----------------------------------------------------------------------------- | --- |
|  | Aristoteles * 384 v. Chr. in Stageira; † 322 v. Chr. in Chalkis               | Aristoteles hinterließ neben einem umfangreichen philosophischen Werk auch Modellvorstellungen und Aussagen zur unbelebten Natur. Alle Materie bestehe aus vier Elementen, alle unbelebte Materie strebe dem Zustand der Ruhe entgegen, im Himmel und auf der Erde gelten unterschiedliche Naturgesetze. Diese Vorstellungen wurden erst in der Neuzeit überwunden. |
|  | Aristarchos von Samos * um 310 v. Chr. auf Samos † um 230 v. Chr.             | Aristarch war ein griechischer Naturforscher. Er beschäftigte sich mit den Größen und Abständen von Sonne und Mond und fand heraus, dass die Erde etwa dreimal so groß ist wie der Mond, und dass die Sonne viel größer und viel weiter von der Erde entfernt ist als der Mond. Er nahm an, die Sonne könne im Mittelpunkt des Universums stehen.                   |
|  | Archimedes * um 287 v. Chr. vermutlich in Syrakus † 212 v. Chr. ebenda.       | Archimedes war ein griechischer Mathematiker und Ingenieur. Er fand das Hebelgesetz und das Archimedische Prinzip. Er erfand verschiedene Maschinenelemente und entwickelte die Grundlagen der Statik für statisch bestimmte Systeme. |
|  | Claudius Ptolemäus * um 100 n. Chr. † um 160 n. Chr. vermutlich in Alexandria | Ptolemäus ist Verfasser des Almagest, in dem das astronomische Wissen der Antike systematisch dargestellt ist. Obwohl der Almagest ein geozentrisches Weltbild beschrieb, konnten mit den dort dargelegten Methoden die Bahnen der Himmelskörper recht genau vorausberechnet werden.                                                                                |

## Frühe Neuzeit
|  | Name (Lebensdaten) | Forschungsgebiet |
|  | --- | --- |
|  | Nikolaus Kopernikus * 19. Februar 1473 in Thorn † 24. Mai 1543 in Frauenburg.                                                                                     | Nikolaus Kopernikus war ein kirchlicher Beamter, der seine freie Zeit der Mathematik und Astronomie widmete. In seinem Werk De revolutionibus orbium coelestium beschrieb er das heliozentrische Weltbild des Sonnensystems, gemäß dem sich die Erde um die eigene Achse dreht und sich zudem wie die anderen Planeten um die Sonne bewegt. |
|  | William Gilbert * 24. Mai 1544 in Colchester, Essex, England; † 10. Dezember 1603 in London oder Colchester                                                       | William Gilbert war königlicher Leibarzt in London. Er führte Experimente zu Magnetismus und statischer Elektrizität durch und unterschied als erster systematisch zwischen diesen beiden Phänomenen. Er erkannte, dass die Erde als Ganzes ein Magnet sein müsse und vermutete, die Planeten würden von einer Art magnetischer Kraft auf ihren Bahnen gehalten. |
|  | Galileo Galilei * 15. Februar 1564 in Pisa; † 29. Dezember 1641jul. / 8. Januar 1642greg. in Arcetri bei Florenz                                                  | Galileo Galilei war ein Gelehrter, der sich für das heliozentrische Weltbild des Kopernikus engagierte, dafür handfeste Beweise mit seinen Fernrohr-Beobachtungen fand und dabei in einen Konflikt mit der katholischen Amtskirche geriet, der seine späteren Jahre überschattete. Er nutzte als erster das damals neu erfundene Fernrohr für Himmelsbeobachtungen. Experimente mit Hilfe der Schiefen Ebene führten ihn zum Verständnis des freien Falls. Damit und mit anderen Experimenten gilt er als Haupt-Begründer der experimentellen Methode in der Physik, wobei er auch ein Vorreiter von Gedankenexperimenten war. Er gilt außerdem als Begründer der Balkentheorie und Festigkeitslehre, von Skalengesetzen, baute erste Thermometer und befasste sich schon mit dem Luftdruck, dem aber erst sein Schüler Evangelista Torricelli genauer nachging. |
|  | Johannes Kepler * 27. Dezember 1571 in Weil der Stadt; † 15. November 1630 in Regensburg                                                                          | Johannes Kepler war Mathematiker, Astrologe und Astronom. Er war zeitweise kaiserlicher Hofmathematiker, musste aber viele Schicksalsschläge erdulden, da er in unruhigen Zeiten lebte. Kepler leitete aus den genauen Himmelsbeobachtungen von Tycho Brahe die Keplerschen Gesetze der Planetenbewegungen ab. Er war vor allem Theoretiker, wobei er auch theoretischen Spekulationen in der Art pythagoräischer Zahlenmystik nachging, die ihn auch zu einem Vorläufer von Symmetrieüberlegungen in der Physik machten (Symmetrie der Schneekristalle, Platonische Körper und Planeten). Er war aber jederzeit bereit, von ihm aufgestellte Theorien aufzugeben, falls sie der Beobachtung widersprachen. |
|  | Blaise Pascal 19. Juni 1623 in Clermont-Ferrand; † 19. August 1662 in Paris                                                                                       | Blaise Pascal war ein französischer Adliger, der sich unter anderem mit Mathematik, Naturforschung und Theologie beschäftigte. Er zeigte experimentell, dass es ein Vakuum geben muss und wies die Abhängigkeit des Luftdrucks von der Meereshöhe nach. Er formulierte das Prinzip der kommunizierenden Röhren. |
|  | Christiaan Huygens * 14. April 1629 in Den Haag; † 8. Juli 1695 ebenda                                                                                            | Christiaan Huygens war ein niederländischer Astronom, Mathematiker und Physiker. Er untersuchte den elastischen Stoß (mit Hilfe einer Galilei-Transformation ins Schwerpunktsystem) und die Pendelschwingung. Er entdeckte die Zentrifugalkraft und die Wellennatur des Lichtes. Aus astronomischen Beobachtungen von Rømer und Cassini ermittelte er als erster einen Zahlenwert für die Lichtgeschwindigkeit. |
|  | Isaac Newton * 25. Dezember 1642jul. / 4. Januar 1643greg. in Woolsthorpe-by-Colsterworth in Lincolnshire; † 20. März 1726jul. / 31. März 1727greg. in Kensington | Der englische Naturforscher Isaac Newton verbesserte das Spiegelteleskop und erkannte, dass sich weißes Licht aus Licht verschiedener Farben zusammensetzt. Er erkannte die Gravitation als eine universale Fernwirkung, die im Himmel und auf der Erde in gleicher Weise gilt, und formulierte die Newtonschen Gesetze der Mechanik. Er gilt als eine der bedeutendsten Personen der Physikgeschichte und sein Hauptwerk Philosophiae Naturalis Principia Mathematica, in der die Mechanik und Gravitationstheorie entwickelt und neben der Himmelsmechanik auf die unterschiedlichsten Phänomene angewendet wurde, als eines der bedeutendsten Physikbücher aller Zeiten. Von genauso großer Bedeutung ist er in der Mathematik, wo er mit Leibniz einer der Begründer der Analysis war. Sein schwieriger und komplexer Charakter wurde nicht nur im über seinen Tod andauernden Prioritätsstreit mit Leibniz deutlich, sondern zeigt sich auch darin, dass er einen Großteil seiner Arbeitskraft der Alchemie und theologischen Spekulationen und Forschungen widmete. Genauso konsequent nahm er sein Amt als Direktor der britischen Münze wahr. |

## 18. Jahrhundert
|  | Name (Lebensdaten)                                                                                          | Forschungsgebiet |
|  | --- | --- |
|  | Daniel Bernoulli * 29. Januarjul. / 8. Februar 1700greg. in Groningen; † 17. März 1782 in Basel             | Der Schweizer Mathematiker und Physiker Daniel Bernoulli stammte aus einer Basler Mathematikerfamilie. Er erkannte, dass bei einer strömenden Flüssigkeit ein Geschwindigkeitsanstieg mit einem Druckabfall einhergeht (Bernoulli-Effekt) und war der erste, der Druck und Temperatur eines Gases aus der freien Bewegung voneinander unabhängiger Gasmoleküle erklärte. |
|  | Leonhard Euler * 15. April 1707 in Basel; † 7. Septemberjul. / 18. September 1783greg. in Sankt Petersburg  | Leonhard Euler gilt als einer der bedeutendsten Mathematiker. Darüber hinaus leistete er unter anderem auch grundlegende Beiträge zur Physik, so fand er die Bewegungsgleichungen für die Rotation starrer Körper, stellte die Euler-Gleichungen der Strömungsmechanik auf und formulierte die Grundlagen der Kontinuumsmechanik. |
|  | Henry Cavendish * 10. Oktober 1731 in Nizza; † 24. Februar 1810 in London                                   | Der exzentrische britische Adlige Henry Cavendish maß in einem der klassischen Experimente der Physik als erster die von Newton vorhergesagte Gravitation zwischen zwei wägbaren Gegenständen und bestimmte auf diese Weise die Massen der Erde und der Sonne sowie die Gravitationskonstante. Es ist ein frühes Beispiel eines ausgeklügelten Präzisionsexperiments. Als Entdecker des Wasserstoffs ist Cavendish auch in der Chemie bekannt. |
|  | Joseph-Louis Lagrange * 25. Januar 1736 in Turin als Giuseppe Lodovico Lagrangia; † 10. April 1813 in Paris | Der italienische Mathematiker Joseph-Louis Lagrange entwickelte den Lagrange-Formalismus, ein allgemeines Verfahren der theoretischen Mechanik zum Aufstellen der Bewegungsgleichungen beliebiger mechanischer Systeme. Solche Variationsmethoden (zu denen auch Euler und andere beitrugen) erwiesen sich von fundamentaler Bedeutung in der Physik, nicht nur in der Mechanik, sondern in allen Gebieten bis zur Quantenfeldtheorie. Eine andere Formulierung der Mechanik von William Rowan Hamilton (Hamilton-Formalismus) aus dem 19. Jahrhundert spiegelt ebenfalls über die Mechanik hinaus tiefliegende mathematische Strukturen der Physik wider. |
|  | Charles Augustin de Coulomb * 14. Juni 1736 in Angoulême; † 23. August 1806 in Paris                        | Der französische Bauingenieur und Physiker Charles de Coulomb untersuchte die Reibung und den Erddruck, vor allem aber fand er das nach ihm benannte Coulombsche Gesetz für die Kraft zwischen zwei geladenen Körpern. Nach Coulomb ist die Einheit der elektrischen Ladung benannt. |
|  | Alessandro Volta * 18. Februar 1745 in Como † 5. März 1827 ebenda                                           | Der italienische Physiker Alessandro Volta führte grundlegende Experimente zur Elektrostatik durch und erfand die Batterie. Nach Volta ist die Einheit der elektrischen Spannung benannt. |
|  | Pierre Simon de Laplace * 1749 in Beaumont-en-Auge † 1827 in Paris.                                         | Französischer Astronom und Mathematiker, bekannt für sein Werk über Himmelsmechanik und Kosmologie, mit der er das Wissen und das deterministische astronomische Weltbild Ende des 18. Jahrhunderts zusammenfasste |

## 19. Jahrhundert
|  | Name (Lebensdaten)                                                                                  | Forschungsgebiet |
|  | --------------------------------------------------------------------------------------------------- | --- |
|  | Joseph Fourier * 1768 in Auxerre † 1830 in Paris                                                    | Als Wissenschaftler verdankte er seinen Aufstieg Napoleon Bonaparte, war Teilnehmer der Ägyptischen Expedition und später Sekretär der Academie des Sciences in Paris. Seine Einführung der Fourieranalyse ist von grundlegender Bedeutung in vielen Gebieten der Physik und darüber hinaus. Ursprünglich behandelte er damit die Wärmeleitung. |
|  | Thomas Young * 1773 in Milverton † 1829 in London                                                   | Ein britischer Universalgelehrter, der sich unter anderem auch an der Entzifferung der Hieroglyphen versuchte, in der Physik aber vor allem durch Experimente zur Wellennatur des Lichts (Interferenz, Doppelspaltexperiment) bekannt ist, die das teilweise in Großbritannien noch vertretene Korpuskelbild des Lichts von Newton durch das Wellenbild, das in Kontinentaleuropa besonders mit dem Namen Huygens verbunden war, verdrängte. |
|  | André-Marie Ampère * 1775 in Lyon † 1836 in Marseille.                                              | Ampère war Professor in Paris an der Ecole Polytechnique und dem College de France und war vielseitig interessiert. Er ist vor allem für experimentelle und theoretische Beiträge zu den Kräften bekannt, die elektrische Ströme aufeinander ausüben (Ampèresches Gesetz), die er nach dem Bekanntwerden der magnetischen Wirkung von elektrischen Strömen durch Hans Christian Ørsteds unternahm. Er baute Ørsted’s Beobachtung zu einer umfassenden Theorie aus, wie Ströme Magnetfelder erzeugen. Nach ihm ist die Stromeinheit Ampere benannt. |
|  | Augustin Jean Fresnel * 1788 in Broglie † 1827 in Ville-d’Avray                                     | Fresnel war einer der mathematisch ausgebildeten Ingenieurs-Absolventen der Ecole Polytechnique, der entscheidend dazu beitrug, die von Thomas Young demonstrierte Wellennatur des Lichts in der Optik auszubauen, insbesondere bei Beugungserscheinungen und bei polarisiertem Licht (mit François Arago). |
|  | Michael Faraday * 1791 in Newington (London) † 1867 in Hampton Court Green                          | Faraday war einer der bedeutendsten Experimentalphysiker in der Geschichte der Physik, der besonders für seine experimentellen Entdeckungen in der Elektrodynamik bekannt ist (Elektromagnetische Induktion) und deren anschauliche Interpretation als Feldtheorie (Faradaysche Kraftlinien), was James Clerk Maxwell bei der Formulierung der Maxwell-Gleichungen beeinflusste. Er begann als Laborgehilfe des Chemikers Humphry Davy in der Royal Institution in London und schuf sich auch einen bleibenden Namen in der Chemie. Weitere wichtige Beiträge leistete er unter anderem zur Elektrolyse, dem Einfluss von Magnetfeldern auf Licht und damit dessen elektromagnetischem Ursprung (Faraday-Effekt), dem Faraday-Käfig und Magnetismus (Diamagnetismus, Paramagnetismus). Die Kapazitätseinheit Farad ist nach ihm benannt.                                          |
|  | Sadi Carnot * 1796 in Paris † 1832 ebenda                                                           | Carnot war der Sohn des Wissenschaftlers und Politikers Lazare Carnot und erhielt eine Ingenieursausbildung an der Ecole Polytechnique. Er befasste sich viel mit Dampfmaschinen und entwickelte aus deren Analyse die im Wesentlichen noch heute gültigen Grundlagen der Thermodynamik (Carnot-Prozess). |
|  | William Rowan Hamilton * 1805 in Dublin † 1865 in Dunsink Observatory                               | Der Ire Hamilton war Mathematiker, Physiker und Astronom, bekannt für seinen neuen Formalismus der Mechanik (Hamiltonsche Mechanik, Hamilton-Jacobi-Gleichung, Kanonische Transformation) im Phasenraum, der sich weit darüber hinaus als eine der mathematischen Grundlagen der modernen Physik herausstellte (Übergang zur Quantenmechanik, Symplektische Geometrie, BRST-Formalismus) neben dem Lagrange-Formalismus, bei dem Hamilton ebenfalls der erste war, der dessen volle Tragweite erkannte (Hamiltonsches Prinzip). Hamilton ist auch als Erfinder der Quaternionen bekannt, mit der er und seine Parteigänger im 19. Jahrhundert eine Alternative zum Vektorkalkül entwickelten, die sich nicht durchsetzte, aber wichtig für die Entwicklung der Mathematik der Drehgruppe im dreidimensionalen Raum war und als Beispiel einer Divisionsalgebra in der Mathematik. |
|  | James Prescott Joule * 1818 in Salford † 1889 in Sale (Greater Manchester)                          | Joule war der Sohn eines Brauereibesitzers, studierte bei John Dalton und hatte später ein chemisches Labor. Durch Messungen des mechanischen Wärmeäquivalents und der Wärmewirkung von elektrischem Strom (Joulesches Gesetz) leistete er wesentliche experimentelle Beiträge zur Erforschung der Natur der Wärme. Von ihm stammen auch weitere wichtige Beiträge zur Thermodynamik (Joule-Thomson-Effekt, Joule-Prozess) und Magnetismus (Joule-Effekt). Teilweise arbeitete er mit William Thomson (Lord Kelvin) zusammen. |
|  | Hermann von Helmholtz * 1821 in Potsdam † 1894 in Berlin-Charlottenburg                             | Helmholtz begann als Militärarzt und Professor für Physiologie in Berlin, entwickelte sich dort aber bald zur beherrschenden Persönlichkeit der Physik in Deutschland im ausgehenden 19. Jahrhundert. Er hatte universale Interessen und ist durch Beiträge zur physiologischen Optik (Augenspiegel), Akustik (auch musikalischer Aspekte) und Schwingungsphänomene, zur Formulierung der Energieerhaltung, für seine Behandlung von Wirbeln in der Hydrodynamik, die Helmholtz-Spule und vieles mehr bekannt. Helmholtz war gleichermaßen experimentell als auch theoretisch tätig. |
|  | Rudolf Clausius * 1822 in Köslin † 1888 in Bonn                                                     | Clausius ist mit der Formulierung des zweiten Hauptsatzes der Thermodynamik und der Einführung von Entropie und Virial einer der Begründer der Thermodynamik, in der er auch für die Clausius-Clapeyron-Gleichung bekannt ist. Er war einer der ersten theoretischen Physiker in Deutschland und Professor in Berlin, Zürich, Würzburg und zuletzt in Bonn. |
|  | Gustav Robert Kirchhoff * 1824 in Königsberg (Preußen) † 1887 in Berlin                             | Kirchhoff stammte aus der Königsberger Mathematiker- und Physikerschule und war Professor in Breslau, Heidelberg und zuletzt in Berlin. Er ist vor allem als theoretischer Physiker bekannt, war aber auch mit Robert Bunsen Begründer der Spektralanalyse. Nach ihm sind die jedem Elektrotechniker bekannten Kirchhoffschen Regeln für Stromkreise benannt und er ist bekannt für Beiträge zur Wärmestrahlung (Kirchhoffsches Strahlungsgesetz) und Plattentheorie sowie durch seine Vorlesungen zur theoretischen Physik. |
|  | William Thomson, 1. Baron Kelvin * 1824 in Belfast † 1907 in Netherhall bei Largs                   | Lord Kelvin war Professor in Glasgow und nahm in der Viktorianischen Zeit eine beherrschende Stellung in der Physik in Großbritannien ein. Er forschte sowohl experimentell als auch theoretisch besonders in der Thermodynamik (Thomson-Effekt, Joule-Thomson-Effekt) und Elektrizitätslehre, in der er Messgeräte konstruierte und an den Entwicklungen für das erste Atlantikkabel beteiligt war. Die Temperatureinheit Kelvin ist nach ihm benannt. |
|  | James Clerk Maxwell * 1831 in Edinburgh † 1879 in Cambridge                                         | Der Schotte James Clerk Maxwell ist durch seine Theorie des Elektromagnetismus (Maxwell-Gleichungen) und als einer der Begründer der Statistischen Mechanik (Maxwell-Boltzmann-Verteilung) einer der bekanntesten Physiker. Er befasste sich auch unter anderem mit Farblehre, Kreiseln und den Saturnringen und war der erste Cavendish Professor für Physik in Cambridge, wo er das Cavendish Labor aufbaute. |
|  | Josiah Willard Gibbs * 1839 in New Haven † 1903 ebenda                                              | Der Professor in Yale Josiah Willard Gibbs ist der Begründer der theoretischen Physik in den USA und gilt als einer der Begründer der Statistischen Mechanik und Thermodynamik, die er besonders auf die physikalische Chemie anwandte. Hier sind Gibbs-Energie, Gibbssche Phasenregel und vieles weitere nach ihm benannt und in der statistischen Mechanik stammt das Ensemble-Konzept wesentlich von ihm. Wichtig sind auch seine Rolle bei der Entwicklung und Förderung der Vektoranalysis (gleichzeitig mit Oliver Heaviside in England) in der theoretischen Physik besonders in der Elektrodynamik, mit der zum Beispiel die Maxwell-Gleichungen erst ihre heute bekannte Form erhalten. |
|  | John William Strutt, 3. Baron Rayleigh * 1842 in Maldon (Essex) † 1919 in Terlins Place bei Whitham | Lord Rayleigh war Cavendish-Professor für Physik in Cambridge und durch vielseitige theoretische und experimentelle Beiträge zur Physik bekannt, speziell zu Schwingungsphänomenen, über die er sein Werk The theory of sound schrieb. In der Optik ist die Rayleigh-Streuung nach ihm benannt und er spielte eine Rolle bei der Entdeckung des Edelgases Argon. |
|  | Ludwig Boltzmann * 1844 in Wien † 1906 in Duino bei Triest                                          | Ludwig Boltzmann war einer der Begründer der Statistischen Mechanik neben James Clerk Maxwell (Maxwell-Boltzmann-Verteilung, Boltzmann-Gleichung). Bekannt ist er für seine statistische Interpretation der Entropie. |
|  | Hendrik Antoon Lorentz * 1853 in Arnhem † 1928 in Haarlem                                           | Lorentz war Ende des 19. Jahrhunderts und Anfang des 20. Jahrhunderts einer der führenden theoretischen Physiker. Er war Professor in Leiden und ist insbesondere für Beiträge zur Elektrodynamik bewegter Körper bekannt im Vorfeld der Relativitätstheorie von Albert Einstein. Lorentz-Transformation und Lorentz-Kraft sind hier nach ihm benannt. Er erweiterte die Maxwellsche Theorie in Bezug auf die Optik und in Materie mit dem Elektron als Träger elektrischer Ladung. Seinen Nobelpreis erhielt er für die Erklärung des Zeeman-Effekts. Er war auch an Anwendungen interessiert, insbesondere den großen Eindeichungsprojekten in Holland. |
|  | Henri Poincaré * 1854 in Nancy † 1912 in Paris                                                      | Henri Poincaré war einer der bedeutendsten Mathematiker, der umwälzende Beiträge sowohl in der Topologie, der Funktionentheorie und der Theorie Dynamischer Systeme (Himmelsmechanik, qualitative Theorie der Differentialgleichungen) leistete. Auf letzterem Gebiet gilt er heute auch als einer der Väter der Chaostheorie. Später wandte er sich der mathematischen Physik zu und ist hier vor allem durch Untersuchungen im Vorfeld von Einsteins Relativitätstheorie bekannt. Die Poincaré-Gruppe ist hier nach ihm benannt und die entsprechenden Transformationen. Seine Arbeiten zur Theorie Dynamischer Systeme führten auch zu Diskussionen über die Irreversibilität, an denen Boltzmann beteiligt war (Wiederkehrsatz). |
|  | Joseph John Thomson * 1856 in Cheetham Hill bei Manchester † 1940 in Cambridge                      | J. J. Thomson war Cavendish-Professor für Experimentalphysik in Cambridge als Nachfolger von Lord Rayleigh und ist als Entdecker des Elektrons in Kathodenstrahlröhren bekannt, wofür er den Nobelpreis erhielt. Damals waren aber auch andere auf gleicher Spur (wie Emil Wiechert). |
|  | Heinrich Hertz * 1857 in Hamburg † 1894 in Bonn                                                     | Heinrich Hertz lieferte mit seinem experimentellen Nachweis elektromagnetischer Wellen den Beweis für Maxwells elektromagnetische Lichttheorie und eröffnete damit außerdem neue Wellenlängenbereiche und legte die Grundlagen der Funktechnik. Der Hertzsche Dipol und Hertzsche Oszillator sind hier nach ihm benannt. Er war Professor in Kiel und Bonn und befasste sich unter anderem auch mit dem Stoß elastischer Körper. |

## 20. Jahrhundert und danach
Siehe auch Liste der Nobelpreisträger für Physik
|  | Name (Lebensdaten)                                                                       | Forschungsgebiet |
|  | ---------------------------------------------------------------------------------------- | --- |
|  | Wilhelm Conrad Röntgen * 1845 in Lennep † 1923 in München                                | Röntgen war Professor für Experimentalphysik in Würzburg und entdeckte 1895 die nach ihm benannten Strahlen. Die Entdeckung einer neuen Art von Strahlung, die den Körper durchdrang und medizinische Anwendungen hatte, löste eine Flut von Forschungsaktivität aus und machte ihn zum ersten Nobelpreisträger für Physik. Seine Röntgenstrahlen wurden durch die Nobelpreisträger Max von Laue, William Henry Bragg und William Lawrence Bragg in der Festkörperphysik angewandt. |
|  | Max Planck * 1858 in Kiel † 1947 in Göttingen                                            | Als Professor für theoretische Physik in Kiel und Berlin galt er als Spezialist für Thermodynamik. Er löste mit der Quantenhypothese das Problem des schwarzen Strahlers und begründete damit die Quantenphysik, die ihre Entwicklung und Durchsetzung in der Frühphase auch wesentlich Albert Einstein verdankt. Planck holte Einstein nach Berlin und war lange der Doyen der deutschen Physiker. Er war auch in hohem Alter dank seines großen Ansehens nach dem Zweiten Weltkrieg und den Verheerungen der Nationalsozialisten noch am Aufbau der Physik in Deutschland beteiligt und Namensgeber der Max-Planck-Gesellschaft. |
|  | Marie Curie * 1867 in Warschau † 1934 in Sancellemoz                                     | Die Erforschung der von Henri Becquerel entdeckten Radioaktivität ist ganz wesentlich ihr und ihrem Mann Pierre Curie zu verdanken, mit dem sie eng zusammenarbeitete. Sie entdeckte unter anderem die chemischen Elemente Radium und das Polonium und war die erste Nobelpreisträgerin sowohl in Physik als auch in Chemie. |
|  | Arnold Sommerfeld * 1868 in Königsberg (Preußen) † 1951 in München                       | Sommerfeld war lange der Doyen der theoretischen Physiker in Deutschland und begründete in München eine Schule, aus der viele spätere Nobelpreisträger wie Pauli und Heisenberg hervorgingen und die international ausstrahlte. Er leistete wichtige Beiträge zur älteren Quantentheorie, zur Erweiterung des Bohrschen Atommodells und ersten Erklärung der Feinstruktur des Wasserstoff-Atoms. Er wirkte aber auch in vielen anderen Gebieten der theoretischen Physik, was sich in seinen Vorlesungen widerspiegelte. Zum Beispiel behandelte er das Beugungsproblem in der Optik mathematisch streng und schrieb ein umfangreiches Werk mit dem Mathematiker Felix Klein über Kreisel. |
|  | Ernest Rutherford * 1871 in Spring Grove (Neuseeland) † 1937 in Cambridge                | Rutherford war eine zentrale Figur in der frühen Kernphysik und war das Haupt einer international führenden Schule am Cavendish Labor in Cambridge, dessen Direktor er ab 1919 war. Er gilt Entdecker des Atomkerns im Rutherford-Experiment (ab 1909). Später demonstrierte er erstmals Kernumwandlungen durch Bestrahlung mit Alphateilchen und entdeckte und benannte 1919 dabei das Proton. |
|  | Albert Einstein * 1879 in Ulm † 1955 in Princeton.                                       | Einstein gilt als der bedeutendste Physiker des 20. Jahrhunderts, insbesondere als Begründer der speziellen (1905) und der Allgemeinen Relativitätstheorie (1916). Er galt als unorthodox und begann seine Karriere als Außenseiter beim Patentamt in Bern. Er leistete auch wichtige Beiträge zur frühen Quantenphysik, u. a. quantitative Erklärung des Photoeffekts und dem Konzept des Photons, war aber später ein Gegner der üblichen statistischen Interpretation Quantenmechanik (Gott würfelt nicht). Am Anfang seiner Karriere befasste er sich mit Statistischer Mechanik und der Erklärung der brownschen Bewegung durch die Atomhypothese, die damals noch umstritten war. Er war Professor in Prag, Zürich und Berlin, wurde als Jude von den Nazis aus Deutschland vertrieben und wurde Professor am Institute for Advanced Study in Princeton. Eigentlich Pazifist engagierte er sich angesichts möglicher Bedrohungen im Zweiten Weltkrieg in den USA zunächst für und dann gegen die Entwicklung und den Einsatz von Atomwaffen. Wissenschaftlich bemühte er sich bis zuletzt um eine Vereinigung der Gravitation und der Elektrodynamik in einer einheitlichen Feldtheorie. |
|  | Emmy Noether * 1882 in Erlangen † 1935 in Bryn Mawr                                      | Emmy Noether war eine deutsche Mathematikerin und eine der Begründer der modernen Algebra, aber auch für einen grundlegenden Beitrag zur Physik bekannt. Das nach ihr benannte Noether-Theorem ist zur mathematischen Grundlage wichtiger physikalischer Erhaltungssätze wie Energie- und Impulserhaltung geworden und erklärte diese durch kontinuierliche Symmetrien. |
|  | Max Born * 1882 in Breslau † 1970 in Göttingen                                           | Born war ein theoretischer Physiker, der eng mit der Göttinger Schule der Quantenmechanik verbunden war und dort Schüler des sich auch für Physik interessierenden Mathematikers David Hilbert war. Mit Pascual Jordan und Werner Heisenberg schrieb er einige der grundlegenden Arbeit zur Matrizenmechanik (der mathematische Hintergrund als Matrixalgebra stammte von Born) und lieferte die statistische Interpretation der Quantenmechanik. Nach ihm ist die Bornsche Näherung und Born-Oppenheimer-Näherung benannt. Weitere Arbeitsgebiete waren zum Beispiel Gitterschwingungen und Optik, über die er mit Emil Wolf eine bedeutende Monographie schrieb. Nach 1933 ging er nach Edinburgh, kehrte aber als Pensionär nach Deutschland zurück. |
|  | James Franck * 1882 in Hamburg † 1964 in Göttingen                                       | James Franck war in der Blütezeit der Entwicklung der Quantenmechanik in Göttingen dort Institutsdirektor für Experimentalphysik. Den Nobelpreis erhielt er für den 1912 bis 1914 als Professor in Berlin mit Gustav Hertz durchgeführten Franck-Hertz-Versuch, einer wesentlichen experimentellen Bestätigung der Quantentheorie. Nach ihm ist auch das Franck-Condon-Prinzip genannt. Durch die Nationalsozialisten vertrieben ging er in die USA. |
|  | Otto Stern * 1888 in Sohrau † 1969 in Berkeley                                           | Stern war Professor in Hamburg und ging 1933 nach Vertreibung durch die Nationalsozialisten in die USA. Bekannt ist er für den Stern-Gerlach-Versuch zum Nachweis der Richtungsquantelung 1922 in Frankfurt mit Walther Gerlach. Den Nobelpreis erhielt er für die Entdeckung der Molekularstrahl-Methode. |
|  | Peter Debye * 1884 in Maastricht † 1966 in Ithaca (New York)                             | Der Niederländer Peter Debye war ein Sommerfeld-Schüler und Professor in Zürich, Leipzig und Berlin. Er ist vor allem für Beiträge zur Physikalischen Chemie bekannt (Debye-Hückel-Theorie der Elektrolyte, Debye-Radius), zur Quantentheorie (Debye-Theorie der spezifischen Wärme), Röntgenbeugung (Debye-Scherrer-Verfahren, Debye-Waller-Faktor) und zum Beispiel der mikroskopischen Erklärung der Permittivität (Debye-Gleichung) |
|  | Niels Bohr * 1885 in Kopenhagen † 1962 ebenda                                            | Niels Bohr gilt als einer der führenden Physiker des 20. Jahrhunderts. Seine Schule von Physikern in Kopenhagen war neben Göttingen eine der Brutzellen der Quantenmechanik in den 1920er Jahren und hier entstand unter seiner maßgeblichen Mitwirkung die Kopenhagener Deutung der Quantenmechanik. Zuvor war er mit dem Bohrschen Atommodell einer der wesentlichen Begründer der älteren Quantentheorie. Er befasste sich später besonders mit Kernphysik (Tröpfchenmodell) – fortgesetzt von seinem Sohn Aage Bohr, der für kollektive Kernmodelle den Nobelpreis erhielt – und konnte die führende Stellung seines Instituts auch nach dem Zweiten Weltkrieg erhalten, als dort der erste Standort der Theorieabteilung des CERN war. Im Zweiten Weltkrieg kam es in Kopenhagen zu einer kontroversen Unterredung zwischen ihm und seinem Schüler Werner Heisenberg um die Atombombe. |
|  | Erwin Schrödinger * 1887 in Wien † 1961 ebenda                                           | Der vor allem in Zürich, Berlin und zuletzt in Dublin wirkende vielseitige theoretische Physiker Erwin Schrödinger war mit der auf die Born-Heisenbergsche Matrizenmechanik folgenden Wellenmechanik und der Schrödinger-Gleichung von 1926 einer der Begründer der Quantenmechanik. Da sie auf allen Physikern vertrauten partiellen Differentialgleichungen beruhte und nicht auf der damals neuen, schwierig zu handhabenden Matrixalgebra wurde sie der bevorzugte Weg zur Quantenphysik. Schrödinger lehnte wie Einstein die statistische Interpretation der Quantenmechanik ab und befasste sich später wie Einstein mit vereinheitlichten Feldtheorien. |
|  | Isidor Isaac Rabi * 1898 in Rymanów † 1988 in New York City                              | Rabi war an der Columbia University Professor und einer der führenden Experimentalphysiker in den USA. Den Nobelpreis erhielt er für die Entdeckung der Kernspinresonanz (NMR), die von Felix Bloch und Edward Mills Purcell weiterentwickelt wurde und aus der später wichtige spektroskopische Verfahren und Bildgebungsverfahren in der Medizin entstanden. |
|  | Wolfgang Pauli * 1900 in Wien † 1958 in Zürich                                           | Der Sommerfeld-Schüler Pauli galt als mathematisches Wunderkind, der schon mit 20 Jahren ein Standardwerk zur Relativitätstheorie schrieb. Er ist für zahlreiche Beiträge zur Quantentheorie bekannt, besonders aber für die Einführung von Spin-Freiheitsgraden in die Erklärung der Spektren in der Frühphase der Quantentheorie, dem Ausschließungsprinzip zur Erklärung der Spektren und des Schalenaufbaus der Atome und dessen Erklärung im Spin-Statistik-Theorem. Die quantenmechanische Beschreibung des Spins geschieht mit der Pauli-Gleichung und Pauli-Matrizen. 1930 sagte er das Neutrino vorher und befasste sich zuletzt mit Mesonentheorie und Quantenfeldtheorie. Er lehrte zuletzt in Zürich und galt international als scharfzüngiges Gewissen der Physik. |
|  | Werner Heisenberg * 1901 in Würzburg † 1976 in München                                   | Der Sommerfeld-Schüler Heisenberg fand in Göttingen in Form der Matrizenmechanik 1925 die erste Version der Quantenmechanik, zu deren Interpretation er mit der Unbestimmtheitsrelation wesentlich beitrug. Er war später Professor in Leipzig, wo er sich unter anderem mit Kernphysik befasste, war im Zweiten Weltkrieg am Uranprojekt beteiligt und deswegen nach dem Krieg mit anderen Beteiligten im Rahmen der Operation Epsilon in Farm Hall interniert, und nach dem Krieg Direktor am Max-Planck-Institut für Physik zunächst in Göttingen und dann in München. Zuletzt arbeitete er an einer einheitlichen Feldtheorie der Elementarteilchen. |
|  | Enrico Fermi * 1901 in Rom † 1954 in Chicago                                             | Fermi war einer der wichtigsten Physiker des 20. Jahrhunderts und sowohl experimentell als auch theoretisch aktiv. Wichtige Beiträge zur Quantenmechanik und experimentellen und theoretischen Kernphysik, z. B. wurde unter seiner Leitung in Chicago der erste Atomreaktor (Chicago Pile) betriebsbereit und er fand die Statistik für Teilchen mit halbzahligem Spin. |
|  | Paul Dirac * 1902 in Bristol † 1984 in Tallahassee                                       | Dirac war in Cambridge als Theoretiker und parallel zu den Physikern um Heisenberg, Born und Jordan in Göttingen einer der Begründer des Formalismus der Quantenmechanik, über die er sein Hauptwerk (The Principles of Quantum Mechanics, 1930) schrieb und wo er grundlegende Verfahren einführte (Bra-Ket-Notation, Delta-Distribution, Wechselwirkungsbild, Erzeugungs- und Vernichtungsoperatoren, Pfadintegrale u. a.). Bekannt wurde er besonders durch die Diracgleichung mit den Dirac-Matrizen, der grundlegenden Gleichung für Fermionen in der relativistischen Quantenmechanik, die auch Antiteilchen vorhersagt (siehe Dirac-See), und die Fermi-Dirac-Statistik. Bekannt ist auch seine Theorie magnetischer Monopole und die Dirac-Hypothese. |
|  | Pascual Jordan * 1902 in Hannover † 1980 in Hamburg                                      | Pascual Jordan wirkte maßgeblich an der Entwicklung und mathematischen Formulierung der Quantenmechanik mit. Darüber hinaus begründeten seine Arbeiten die Quantenfeldtheorie. Als einzigem der Gründer der Quantentheorie blieb ihm der Nobelpreis versagt. |
|  | Eugene Paul Wigner * 1902 in Budapest † 1995 in Princeton                                | Eugene Wigner ist vor allem für seine Behandlung von Symmetrieprinzipien und gruppentheoretische Methoden in der Physik bekannt insbesondere in der Quantenmechanik, Elementarteilchenphysik (seine grundlegende Darstellungstheorie der Poincaré-Gruppe) und der Kernphysik, die eines seiner Hauptarbeitsfelder war. Er war in Göttingen Assistent von Hilbert, Professor in Berlin, Wisconsin und Princeton. |
|  | Hans Bethe * 1906 in Straßburg † 2005 in Ithaca (New York)                               | Hans Bethe war ein Sommerfeld-Schüler und Professor an der Cornell University. Er leistete vielfältige Beiträge zur theoretischen Physik, zur Festkörperphysik, Quantenmechanik und besonders zur Kernphysik, in der er seit den 1930er Jahren eine führende Stellung innehatte. Er war maßgeblich am Manhattan Project beteiligt, trat als Befürworter der Kernenergie hervor und befasste sich später vor allem mit Astrophysik kompakter stellarer Objekte. Den Nobelpreis erhielt er für seinen Beitrag zur Energieerzeugung in Sternen in den 1930er Jahren (Bethe-Weizsäcker-Zyklus). |
|  | Lew Landau * 1908 in Baku † 1968 in Moskau                                               | Landau war der führende theoretische Physiker in der Sowjetunion und begründete dort eine sehr einflussreiche Schule der theoretischen Physik, obwohl er zeitweise aufgrund dissidentischer Äußerungen in unmittelbarer Gefahr war, Opfer der Stalin-Diktatur zu werden, wovor ihn vor allem Pjotr Kapiza rettete. Seine Vielseitigkeit ist aus dem vielbändigen Lehrbuch der Theoretischen Physik mit Lifschitz ersichtlich, doch ist er vor allem für Beiträge zu Supraflüssigkeiten und Phasenübergängen bekannt. |
|  | John Bardeen * 1908 in Madison (Wisconsin) † 1991 in Boston                              | Der Theoretiker John Bardeen ist vor allem durch zwei Leistungen in der Festkörperphysik bekannt, für die er jeweils einen Nobelpreis erhielt: die Beteiligung an der Entwicklung des Transistors und die BCS-Theorie der Supraleitung. |
|  | John Archibald Wheeler * 1911 in Jacksonville (Florida) † 2008 in Hightstown, New Jersey | John Archibald Wheeler befasste sich anfangs mit Kernphysik, wobei er die S-Matrix (unabhängig von Heisenberg) einführte, ist aber vor allem für visionäre Ideen in der Gravitationstheorie und Astrophysik bekannt, zu Schwarzen Löchern und Wurmlöchern (beide von ihm benannt), Geometrodynamik und anderem. Er war Professor in Princeton und schrieb mit Kip Thorne und Charles Misner eines der Standardwerke über Gravitation. |
|  | Charles Hard Townes * 1915 in Greenville (South Carolina) † 2015 in Oakland, Kalifornien | Townes entwickelte in den 1950er Jahren das Maser-Konzept und erkannte mit Arthur Schawlow schon die Erweiterungsmöglichkeit auf Laser. Zuletzt befasste er sich mit Radio- und Infrarotastronomie, besonders der Beobachtung des Schwarzen Lochs im Zentrum der Milchstraße. |
|  | Richard Feynman * 1918 in Queens † 1988 in Los Angeles                                   | Feynman ist einer der Begründer der Quantenelektrodynamik und der Pfadintegral-Beschreibung der Quantenmechanik. Er leistete viele weitere Beiträge zur theoretischen Physik und ist besonders durch seine Feynman-Vorlesungen über Physik bekannt und autobiographische Schriften, die ihn zusammen mit einer oft unkonventionellen Sichtweise zu einem der bekanntesten und populärsten Physiker in den USA machten. Er war Professor am Caltech. Der Vortrag There’s Plenty of Room at the Bottom machte ihn zu einem Pionier der Nanotechnologie und sein Interesse für Computer zu einem Pionier der Quantencomputer. |
|  | Julian Schwinger * 1918 in New York City † 1994 in Los Angeles                           | Schwinger galt als Wunderkind und war ein Pionier der Quantenelektrodynamik und Quantenfeldtheorie (z. B. Schwinger-Dyson-Gleichung), am Anfang seiner Karriere war er auch für Beiträge zur Kernphysik, Quantenmechanik (z. B. Lippmann-Schwinger-Gleichung) und elektromagnetische Wellen (z. B. Synchrotronstrahlung) bekannt. Er war Professor in Harvard und später in Los Angeles. |
|  | Chen Ning Yang * 1922 in Hefei                                                           | Yang bildete anfangs mit Tsung-Dao Lee ein Forscherteam und sie erregten mit Arbeiten vom Isingmodell bis zur Vorhersage der Paritätsverletzung Aufmerksamkeit. Für letzteres erhielten sie den Nobelpreis. Später trennten sich ihre Wege. Bekannt ist er auch für die Formulierung der Yang-Mills-Theorien, die die Grundlage der Beschreibung der Wechselwirkungen im Standardmodell bilden. |
|  | Murray Gell-Mann * 1929 in New York City † 2019 in Santa Fe                              | Gell-Mann trug ab den 1950er Jahren wie kein zweiter zur Elementarteilchentheorie bei, insbesondere mit der Formulierung des Quark-Konzepts, aber auch mit der Einführung von Strangeness und der Begründung der Quantenchromodynamik. Später wandte er sich den Grundlagen der Quantenmechanik und Komplexen Systemen zu. Er war Professor am Caltech. |
|  | Steven Weinberg * 1933 in New York City † 2021 in Austin, Texas                          | Steven Weinberg gilt mit Abdus Salam als Begründer der Elektroschwachen Theorie, der Vereinigung von schwacher und elektromagnetischer Wechselwirkung und einem der Grundpfeiler des Standardmodells. Er befasste sich auch mit Kosmologie und ist in der Öffentlichkeit für das populärwissenschaftliche Buch Die ersten drei Minuten bekannt. |
|  | David Gross * 1941 in Washington, D.C.                                                   | David Gross lieferte mit der Entdeckung der Asymptotischen Freiheit mit Frank Wilczek und David Politzer die Aufdeckung eines wichtigen Aspekts der QCD, der ihre Rolle als Theorie der starken Wechselwirkung etablierte. Später leistete er zum Beispiel wichtige Beiträge zum seit den 1980er Jahren als Kandidat für eine fundamentale Theorie vielfach favorisierten Superstring-Programm. |
|  | Stephen Hawking * 1942 in Oxford † 2018 in Cambridge                                     | Hawking lieferte wesentliche Beiträge zur Gravitationstheorie, zum Beispiel der Nachweis der Unvermeidbarkeit von Singularitäten in der Allgemeinen Relativitätstheorie (ART) mit Roger Penrose, der deren prinzipielle Begrenztheit demonstrierte, und zum anderen seine Quantentheorie Schwarzer Löcher, die die Schnittstelle der beiden fundamentalen Theorien ART und Quantenmechanik beleuchtete. Er nahm trotz seiner Fesselung an den Rollstuhl eine führende Rolle in der theoretischen Physik ein und wurde auch zu einer populären öffentlichen Figur ähnlich Feynman. |
|  | Gerardus ’t Hooft * 1946 in Den Helder                                                   | Gerardus ’t Hooft leistete wichtige Beiträge zur Quantenfeldtheorie der Elementarteilchen, zuerst indem er mit Martinus Veltman zeigte, dass Yang-Mills-Theorien auch mit massiven Eichbosonen renormierbar sind und damit eine wichtige Voraussetzung für ihre Akzeptanz als Basis des Standardmodells erfüllen. Er war später einer der Architekten des Holographischen Prinzips (mit Leonard Susskind). |
|  | Edward Witten * 1951 in Baltimore, Maryland                                              | Witten erhielt 1990 als erster Physiker die Fields-Medaille, unter anderem für seine Pionierarbeit auf dem Feld der Topologischen Quantenfeldtheorie sowie den Beweis des Theorems positiver Masse der Allgemeinen Relativitätstheorie. Durch seine Arbeit in der Stringtheorie und die Formulierung der Vermutung zu einer geeinten, sogenannten M-Theorie war er maßgeblich an der zweiten Superstring-Revolution beteiligt. Witten leistete weiterhin wichtige Beiträge zur AdS/CFT-Korrespondenz des Holografischen Prinzips, zur mathematischen und physikalischen Formulierung der Quantengravitation und im Bereich der Eichtheorien. |